# Federico Zuccari
Federico Zuccari (Zuccaro és Zuccheri néven is említik) (Sant’Angelo in Vado, 1539 – Ancona, 1609. július 20.) az olasz manierizmus neves festője. A római Accademia di San Luca alapító elnöke.

## Életrajz
Nemesi családban született az Urbinói Hercegségben, Ottaviano de Zucharellis festő (családnevét 1569-ben Zuccaróra változtatta), és Antonia Neri nyolcból harmadik gyermekeként. Első művei 1550-ből ismertek, a már beérkezett festő bátyja, Taddeo Zuccaro műhelyéből, amikor Rómába költözött, ahová apja eredetileg azért vitte, hogy jogot tanuljon. Bátyja látva rendkívüli tehetségét a festészethez, magához vette, ahol művészi fejlődése gyorsan beindult.
1563 és 1565 között Velencében, a Palazzo Grimanit dekorálta. Velencei tartózkodása idején Andrea Palladióval Friuliba utazott. 1565. október 14-én felvették az Accademia del Disegnóra, Firenzében. Ezután belépett a Szentföldi Szent János Társaságba, amelynek Taddeo már 1560. november 17-e óta tagja volt. 1573. december 29-én élethosszig való első kormányzója lett, amely tisztséget a jövőben csupán Antonio Canova töltötte be. 1592-ben megírta a római Accademia di San Luca alapító iratát, ahol első (herceg)elnök lett 1593-ban.
Első munkái között, Taddeo asszisztenseként részt vett IV. Piusz pápa kerti lakának (Casina Pio IV, Vatikán) és a caprarolai Villa Farnese freskóinak befejezésében. További jelentős freskók készítésében vett még részt:
- Cappella Grimani, San Francesco della Vigna templom, Velence
- Scalone monumentale, Palazzo Grimani di Santa Maria Formosa, Velence
- Cappella Pucci, chiesa di Trinità dei Monti, Róma
- San Marcello al Corso, Róma
- Orvietói dóm (1570)
- Oratorio del Gonfalone (1573)
- Belső kupola, Firenzei dóm, Firenze (Giorgio Vasari elhunyta után), ahol családja sok tagját megfestette a Popolo di Dio szekcióban.

XIII. Gergely pápa Rómába hívta, hogy a vatikáni Cappella Paolina Michelangelo által elkezdett dekorációt befejezze, és a Sala dei Chiaroscuri freskóit újrafesse. Ellátogatott Brüsszelbe, ahol egy sorozat faldíszkartont készített. 1574-ben Angliába ment, ahol elfogadott néhány fontos portrémegbízást, mint például I. Erzsébet angol királynő, Stuart Mária, Sir Nicholas Bacon, Sir Francis Walsin és másokét. Egy másik képe ugyanabból az időszakból az Allegoria della Calunnia, amelyet Lukianosz Apellész című műve inspirált.
Férfi két kutyával című festménye, ma a Palazzo Pitti, míg a Halott Krisztus angyalokkal a Galleria Borghese kincsei. 1585-ben elfogadta II. Fülöp spanyol király megbízását az új Escorial díszítésére évi 2000 koronás tiszteletdíjért. A munkálatok 1586 elejétől 1588 végéig tartottak, amikor visszatért Romába, Pellegrino Tibaldi megbízását elhagyva. 1595-ben V. Szixtusz pápa kezdeményezésére megalapítottl'az Accademia di San Lucát, amelynek első „hercege” lett. Első tanítványai egyikeként Bartolomeo Carduccit oktatta.
Firenzében Andrea del Sarto megbízásából saját elképzelései szerint bizarr palotácskát emelt, a Palazzo Zuccarit, ahol a lunettákba saját családja tagjait festette mindennapi tevékenységük közben, jó viszonyukat hangsúlyozva Toszkána nagyhercegéhez, felhasználva. Ezek hozzájárultak a Firenzei dóm kupolája kifestéséhez vezető megbízásához. Zuccari Urbinóban feleségül vette Francesca Gengát, Raffaele Genga a híres festődinasztia (amelynek tagja volt Girolamo Genga, az urbinói hercegi palota tervezője) tagjának leányát. Ebből a házasságból hét gyermek született: Ottaviano (1579), festő, író, jogászdoktor, Bologna ura 1625-ben; Isabella (1581); Alessandro Taddeo (1584); Orazio (1585); Cinzia (1590); Laura (1592) és Gerolamo (1593).
Miként kortársa, Giorgio Vasari, Zuccari is foglalkozott művészetkritikával és művészettörténettel. 1604-ben Paviában kiadta Origine et Progresso dell'Academia del Dissegno, De Pittori, Scultori e Architetti di Roma című könyvét, 1605-ben Mantovában Lettera a Principi et Signori Amatori del Dissegno, Pittura, Scultura et Architettura, scritta dal Cavaglier Federico Zuccaro, nell'Accademia Insensata con un lamento della Pittura, opera dell'istesso címen, 1607-ben pedig Torinóban publikálta legfontosabbnak tartott művét,  a l'Idea dé Pittori, Scultori et Architettit. Krónikásként megörökítette számtalan utazását Európa és Itália földjén. Híres még a Passaggio per l'Italia con la dimora di Parma 1608-ban és a Passata per Bologna e Ferrara 1609-ban megjelent művei.
Meggyőződéses akadémikus és anti-naturalista volt, díszítésre elfogadhatatlannak tartotta Caravaggio festőművészetét.
1588-ban nemesi címet és éves kegydíjat kapott II. Fülöp spanyol királytól, akinek 1585–1588 között. Itáliába való, 1591-es visszatérésekor a Római Szenátus öröklődő polgárságot és patriciátust adományozott neki. Kevéssel halála előtt lovagi címet is kapott. Anconában 1609 júliusában, Marco Jovitta háza vendégeként súlyosan megbetegedett, végrendeletében, amelyet Mondelci közjegyzőnek diktált le, kinyilatkoztatta, hogy 70 éves; s rendelkezett temetéséről is. Július 20-án elhunyt, és az Ágoston-rendi szerzetesek anconai kolostorukban temették el ünnepélyes keretek között, anconai barátja, a kereskedő Marco Jovitta családi sírboltjában.

## Művei
Az alábbi felsorolás Alessandra Ruffino: Il passaggio per l'Italia című művén alapul (La Finestra kiadó, Lavis, 2007, ISBN 978-88-88097-74-9).

### Olaszország

#### Képzőművészet

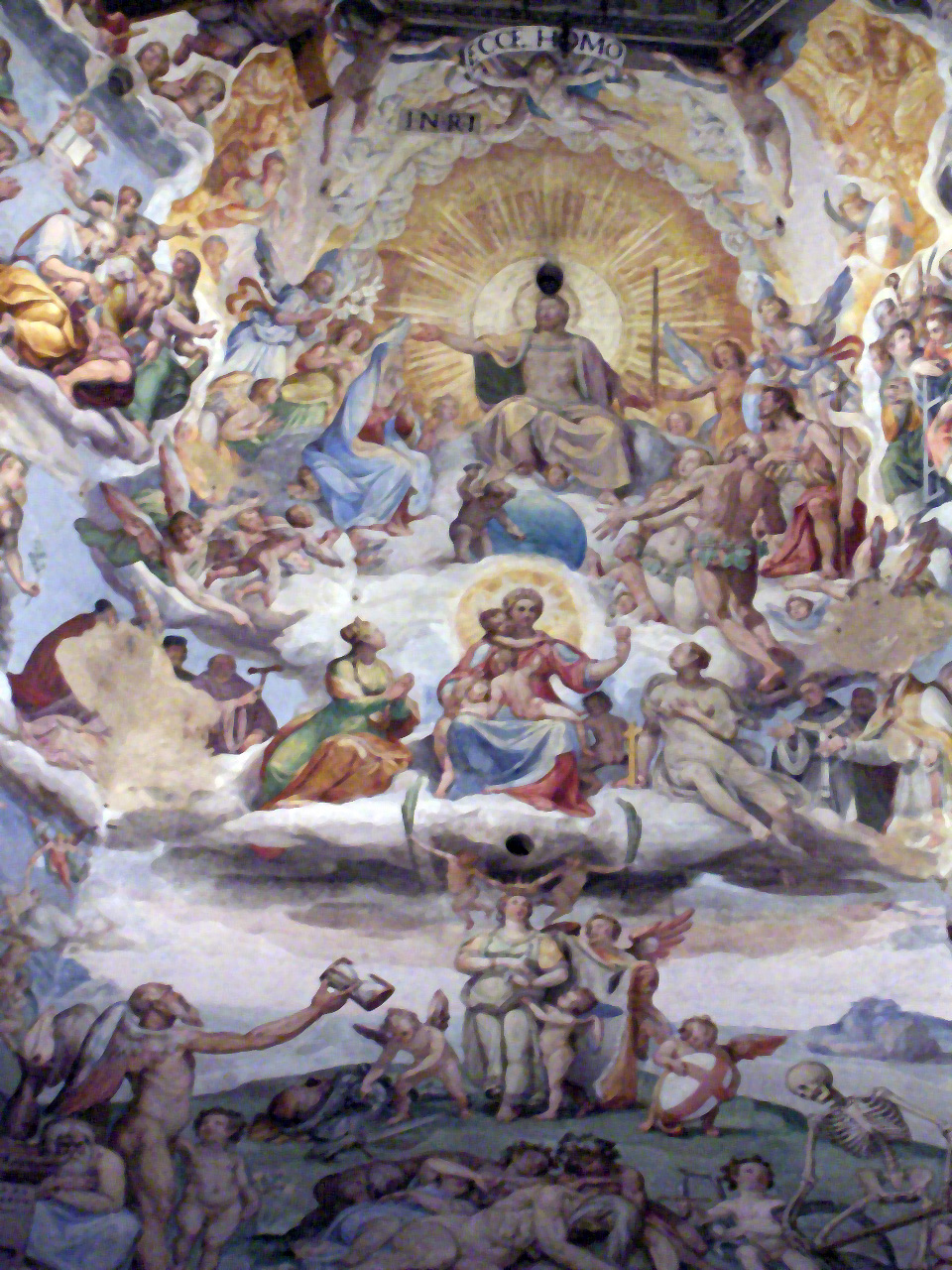
Utolsó ítélet (részlet), Filippo Brunelleschi kupolája, Firenzei dóm

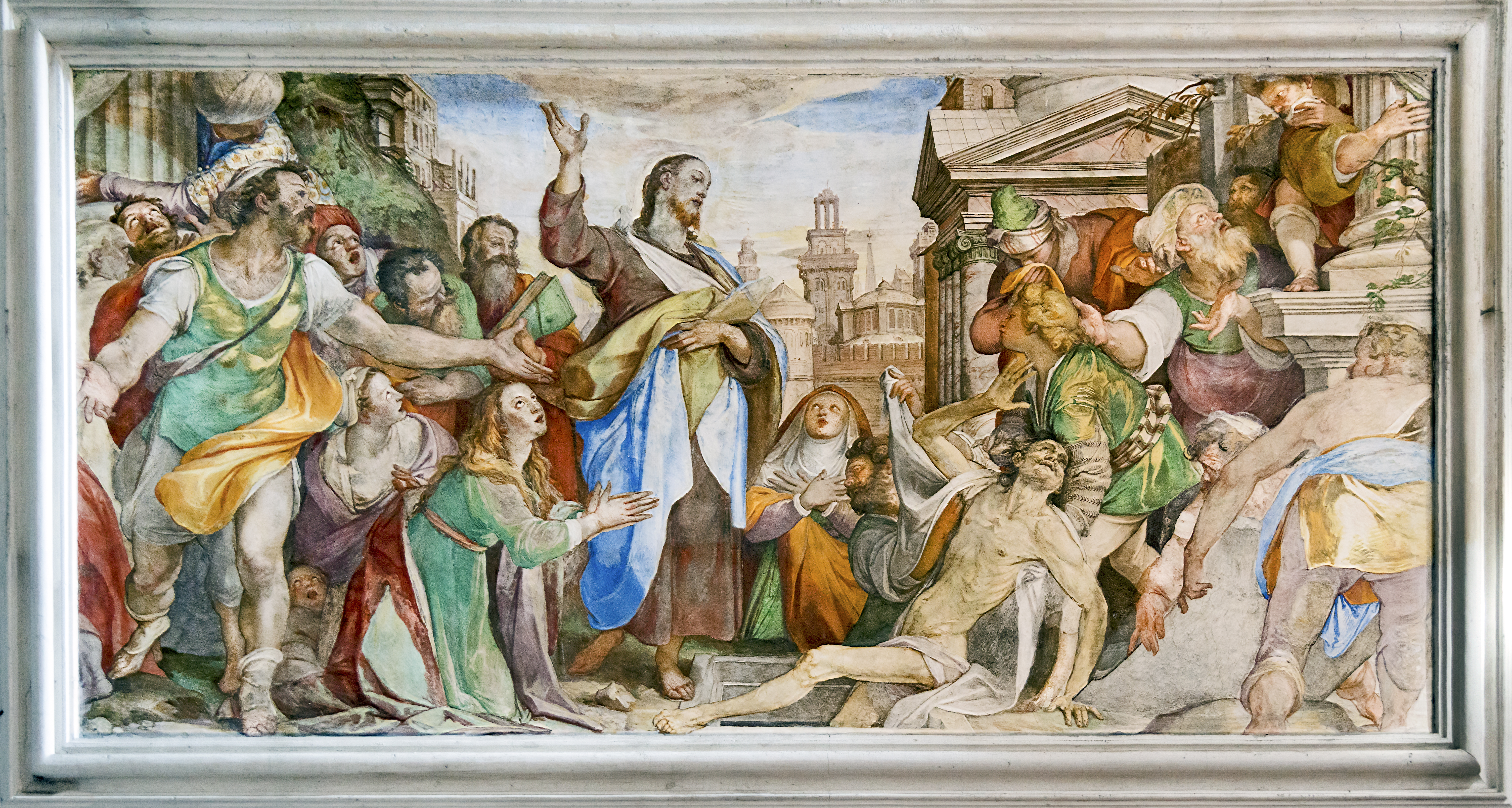
Lázár feltámasztása, 1561

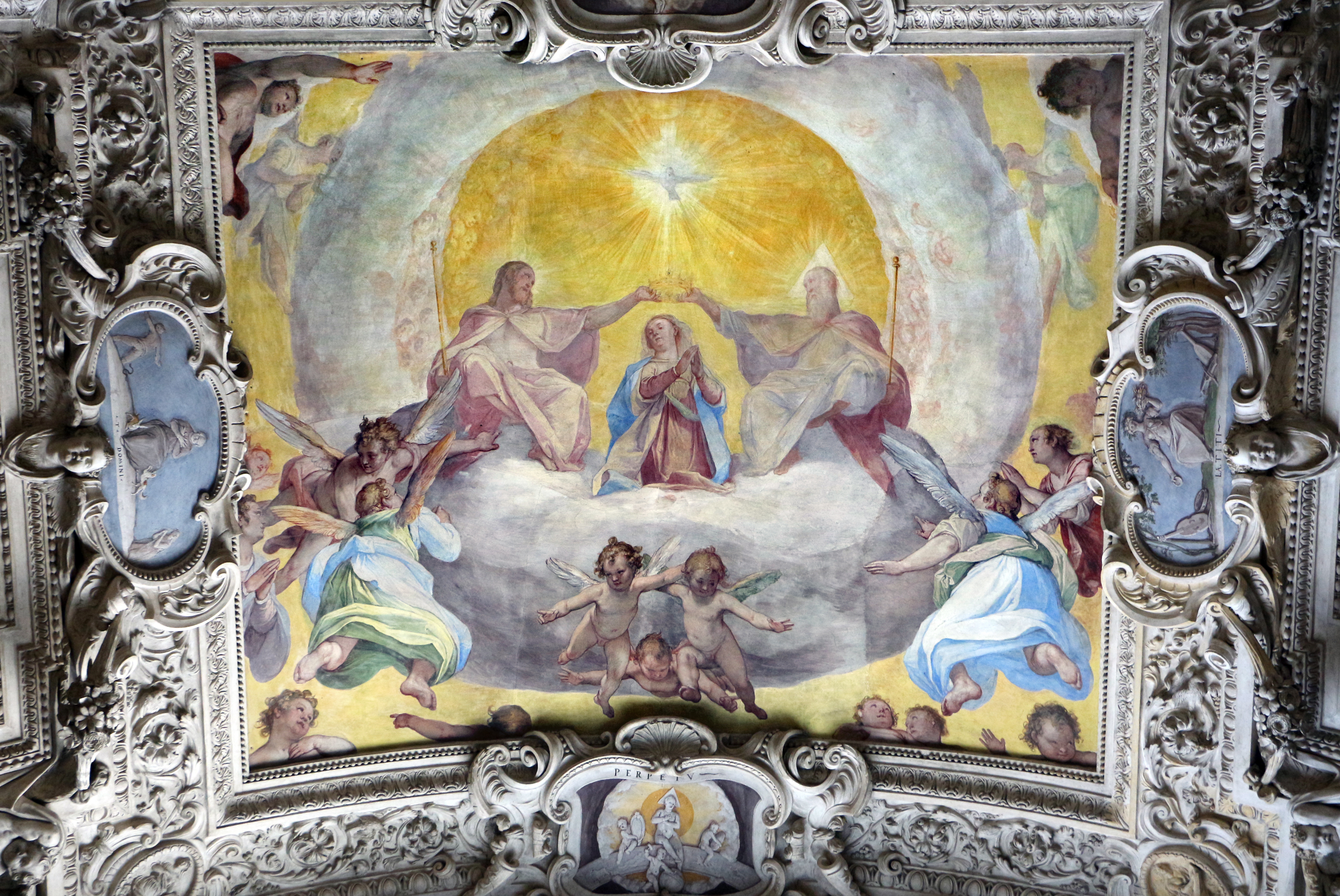
A Szent Szűz megkoronázása, Loreto

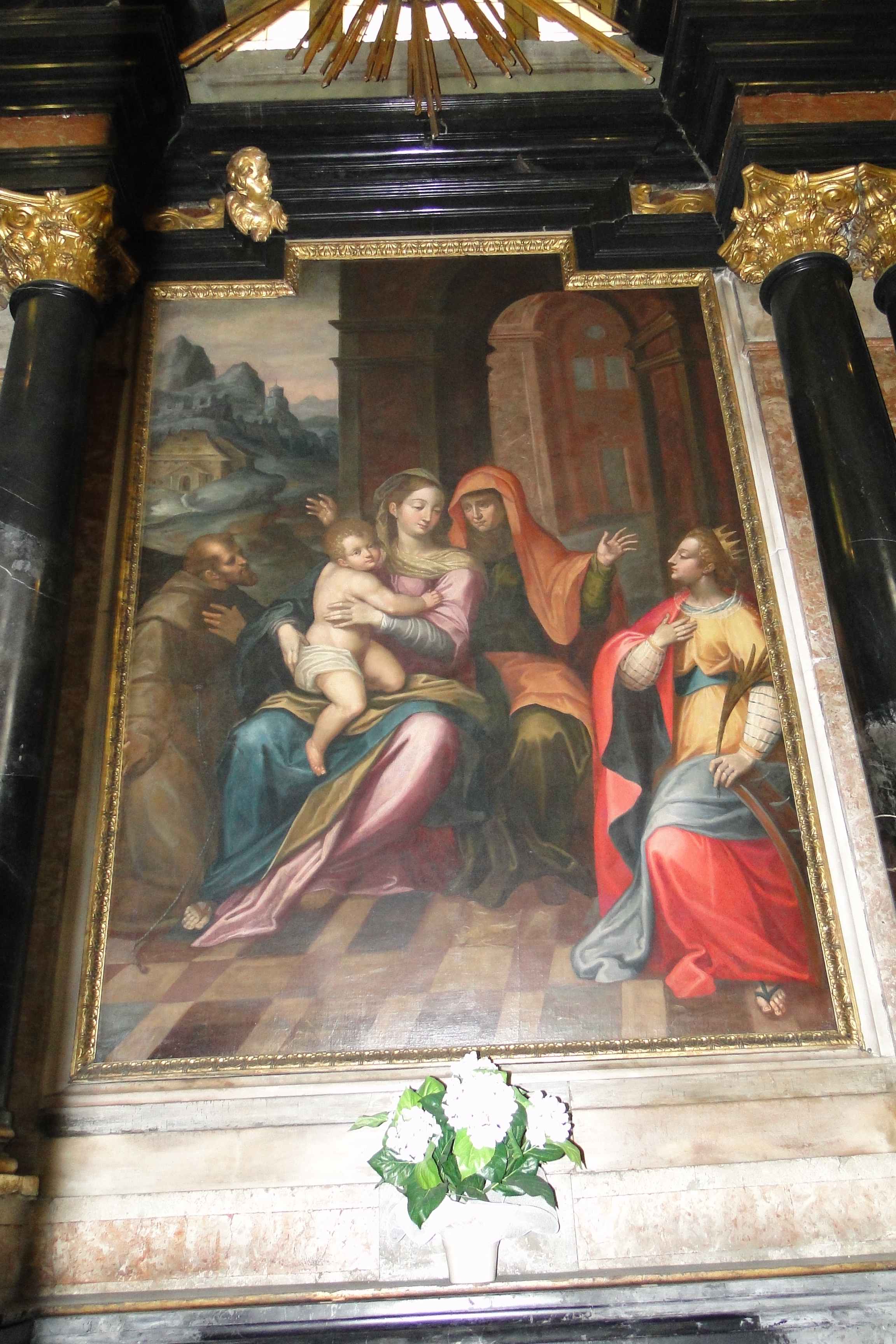
Szent Anna, torinói Assisi Szent Ferenc-templom

- Amelia (Umbria): Palazzo Cansacchi: Freskók a központi szalonban, a bejárati teremben és a szomszédos kis szalonban Archiválva 2019. január 11-i dátummal a Wayback Machine-ben
- Ancona: Keresztelő Szent János-templom apszisa: Ecce homo festmény
- Cortona: egyházmegyei múzeum: A Szent Szűz mennybevétele Keresztelő Szent János és Szent Katalin között
- Firenze:
  - Uffizi: Önarckép, 1588 k.
  - A Firenzei dóm kupolája, Giorgio Vasari freskóinak folytatása, 1574-től
  - Palazzo Zuccari, épület és freskók, 1578–79
- Loreto:
  - Basilica della Santa Casa, Urbino hercegei-kápolna: A Szent Szűz élete, freskók, 1582–83
- Reggio Emilia:
  - Katedrális, apszis: A Szent Szűz mennybenvétele, festmény
- Róma:
  - Szent Péter-bazilika, Szentek dicsősége a sekrestye kanonikus kapuján
  - Cappella Paolina, Palazzo Apostolico, Jelenetek Szent Péter és Pál életéből freskók, szemközti homlokzat és oldalfalak, Lorenzo Sabbatinival közösen
  - Basilica di Santa Sabina, Szent Jácint-kápolna, freskók
  - Basilica di Santa Pudenziana, a Szent Kajetán-kápolna mozaikrajzai
  - Chiesa del Gesù, jobbra a harmadik kápolna, freskók
  - chiesa di San Lorenzo in Damaso, presbitérium: A Szent Szűz és szentek megkoronázása, freskók
  - chiesa di San Marcello al Corso:  Szent Pál megtérése az oltáron és a szent életéből Taddeo által elkezdett egyéb jelenetek a Cappella Frangipane oldalfalain
  - chiesa di Santa Maria Egiziaca (tempio di Portuno): Santa Maria Egiziaca.
  - chiesa di Santa Maria dell'Orto, apszis: Jelenetek a Szent Szűz életéből, Taddeóval közösen, 1561
  - chiesa di Santa Maria dell'Orto, jobbra az első kápolna: Mennybemenetel, 1561 k.
  - chiesa di Santa Prassede, sekrestye: Jézus elesik a kereszt alatt
  - chiesa di Santa Trinità dei Monti, Cappella Massimo, díszítések
  - chiesa di Santa Caterina dei Funari, a jobbra a második kápolna pilonjainak díszítése, a Cesi-kápolna freskói, amelyek a presbitérium felé folytatódnak, Alexandriai Szent Katalin történetei az oldalfalakon
  - Galleria Borghese: A halott Krisztus angyalok között
  - Galleria dell'Accademia di San Luca: Önarckép
  - Musei Vaticani: Szentek és apostolok, Sala dei Chiaroscuri
  - Oratorio del Gonfalone: Jelenetek Krisztus szenvedéstörténetéből, különböző együttműködésekből
  - Palazzetto di Sisto V, loggetta: Herkules történetei, freskók
  - Palazzetto di Tizio da Spoleto, homlokzatdíszítés
  - Palazzetto Zuccari, építészeti tervezés
  - Palazzo Caetani, az első emeleti szalon, díszítés puttókkal, Taddeóval közösen
  - Palazzo Costaguti, Sala dei Mesi, freskók
  - Palazzo Giustiniani, Zuccari-terem
  - Pinacoteca Capitolina, Önarckép
- Pavia: Almo Collegio Borromeo: Freskókterem
- Sant’Angelo in Vado, Casa Zuccari:  Családi címere allegorikus alakok
- Torino: 
  - Chiesa della Misericordia: Keresztelő Szent János lefejezése
  - Chiesa di San Francesco d'Assisi: Szent Anna
- Urbino
  - Galleria Nazionale delle Marche, Porta Virtutis
  - Museo Albani, Ecce homo alla colonna

San Marino
- Chiesa di San Francesco: Keresztlevétel

Anglia
- Hampton Court-palota, Royal Collection: Calunnia
- Számos portré I. Erzsébet királynőről és udvara illusztris személyiségeiről

Spanyolország
- Valencia, Collegio del Corpus Domini: Purgatorium

## Fordítás
- Ez a szócikk részben vagy egészben  a   Federico Zuccari című olasz Wikipédia-szócikk ezen változatának fordításán alapul.  Az eredeti cikk szerkesztőit annak laptörténete sorolja fel. Ez a jelzés csupán a megfogalmazás eredetét és a szerzői jogokat jelzi, nem szolgál a cikkben szereplő információk forrásmegjelöléseként.